# Donacia hirtihumeralis
Donacia hirtihumeralis is een keversoort uit de familie bladkevers (Chrysomelidae). De wetenschappelijke naam van de soort werd in 1987 gepubliceerd door Komiya & Kubota.